# Райтхалле (культурный центр)
Культурный центр «Райтхалле» (нем. Kulturzentrum Reithalle) — центр современного искусства, расположенный в Берне по адресу улица Нойбрюкштрассе, дом 8 в здании бывшего сквота. Среди местного населения известен как «Райтшуле» или просто «Халле» («зал»).

## История и описание
Школа верховой езды была построена общиной Берна в период с 1895 по 1897 год по проекту архитектора Альберта Герстера: здание в стиле романтизма отличает ряд отвесных крыш. Вокруг основного корпуса размещались конюшни и служебные помещения. После того, как лошадей в Берне постепенно заменили автомобили, помещения стали использоваться как складские.
В 1980-х годах, во время молодежных волнений в Швейцарии, здание бывшей верховой школы стало молодежным центром: в 1981 году его помещения были заняты бунтующей молодежью и зал стал использоваться для проведения культурных мероприятий. Но уже в 1982 году сквоттеры были насильственно выселены властями. В связи с недостатком культурных и развлекательных площадок для молодёжи, в Берне с середины 1980-х годов регулярно проводились «захваты» (нем. Straf-Bars), в рамках которых различные помещения захватывались на одну ночь для проведения мероприятия. 24 октября 1987 года бывший зал для верховой езды был впервые занят таким образом; 31 октября, для проведения второй ночи культуры, он был оккупирован повторно. Затем он был занят на постоянной основе (см. сквоттинг).
Несмотря на неоднократные угрозы выселения и неудачные попытки властей в 1990-е годы закрыть автономный культурный центр, он продолжает существовать по сей день. В 1999—2004 годах власти города Берн, в тесном сотрудничестве с самими сквоттерами, отремонтировали здание на общую сумму в 13 миллионов швейцарских франков. В 2004 году Райтхалле и городская администрация подписали официальный договор аренды. При этом в окрестностях зала регулярно происходят ожесточенные столкновения между полицией и местными молодежными бандами. В результате таких инцидентов Райтхалле постоянно является предметом дискуссии между теми, кто подчеркивает важность зала как культурного центра, и теми, кто хочет усилить контроль над заведением.
Бернские избиратели пять раз голосовали по вопросу о будущем Райтхалле: предложения о его ликвидации каждый раз отклонялись. Так в 2010 году инициатива партии SVP по продаже здания была поставлена на голосование, но отклонена с 68,4 процентами голосов против. Сегодня центр предлагает своим посетителям весьма разнообразную программу: от концертов и театральных постановок, до киносеансов и литературных чтений.